# تپودوا

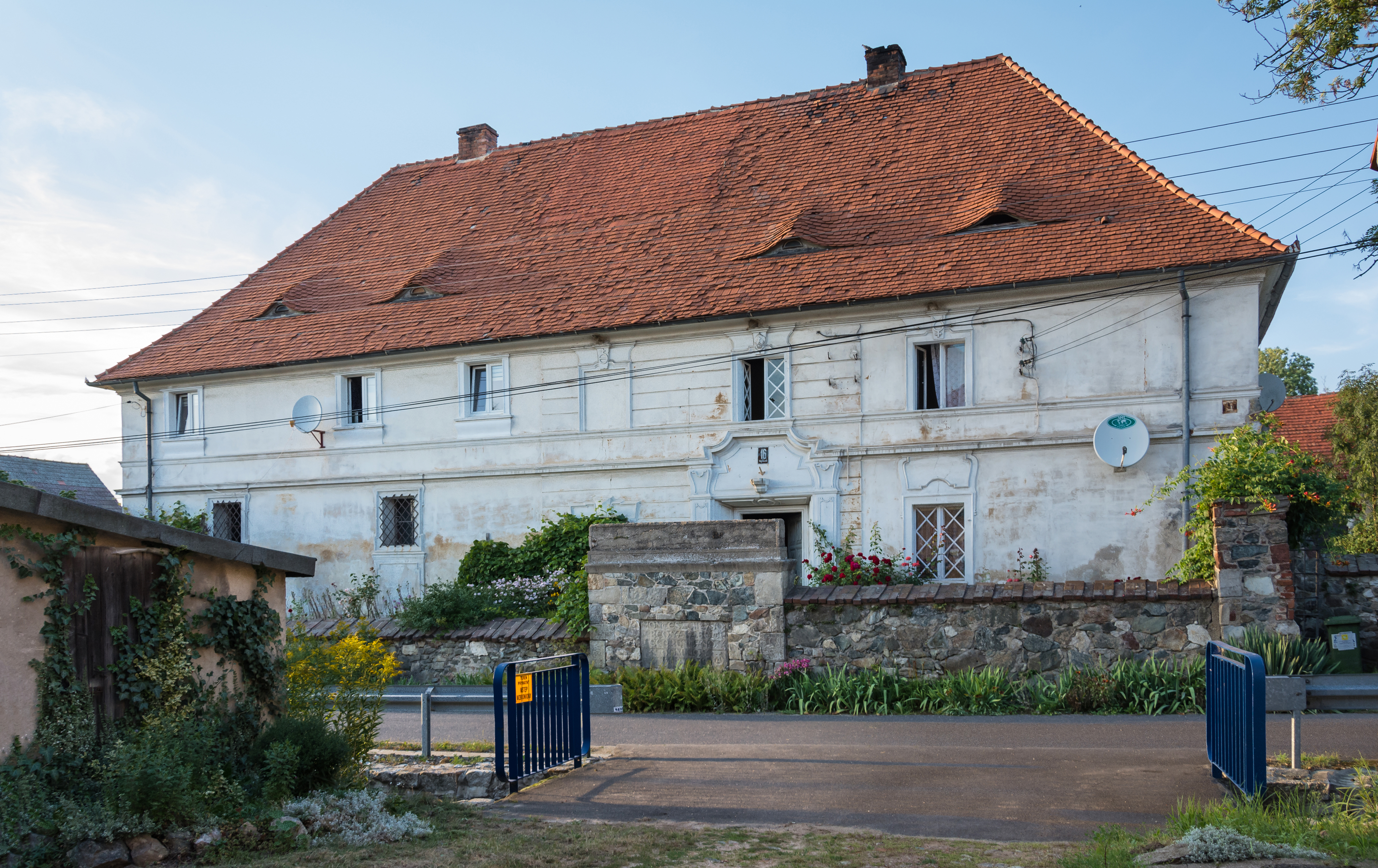
تپودوا

تپودوا (به لاتین: Tąpadła) یک روستا در لهستان است که در Gmina Marcinowice واقع شده‌است.